# Костешти
Костешти (рум. Costesti, Костешть) — місто в Ришканському районі Молдови.
Тут, на річці Прут перебуває великий гідровузол Костешти-Стинка, побудований в 1978 році разом з Румунією.